# Harvey Weinstein
Harvey Weinstein (ur. 19 marca 1952 w Queens w Nowym Jorku) – amerykański producent filmowy i przestępca seksualny. Wraz z bratem Bobem założyciel i współprezes wytwórni filmowych Miramax, Dimension Films oraz The Weinstein Company. W 1998 otrzymał Oscara za najlepszy film za Zakochanego Szekspira. Był także producentem takich filmów, jak: Pulp Fiction, Angielski pacjent, Gangi Nowego Jorku i filmowej trylogii Władca Pierścieni.
W 2017 został oskarżony o molestowanie seksualne, w wyniku czego został zwolniony z The Weinstein Company.

## Życiorys

### Wczesne lata
Urodził się w Flushing, w nowojorskim Queens, w rodzinie żydowskiej jako syn Miriam (z domu Postel) i Maxa Weinsteinów. Jego dziadek Joseph „Joe” Weinstein urodził się Głogowie Małopolskim.

### Kariera
W 1979, wraz ze swoim bratem Bobem, założył wytwórnię filmową Miramax. Jej nazwa pochodziła od imion rodziców.
Wytwórnia Miramax Records na przełomie lat osiemdziesiątych i dziewięćdziesiątych XX wieku stała się, jako dystrybutor i producent, dominującym graczem amerykańskiego kina niezależnego. W 1993 bracia sprzedali swoją firmę korporacji The Walt Disney Company, ale kierowali nią do 2005. W 2005 bracia Weinstein odeszli, zakładając The Weinstein Company, którą wspólnie kierowali do 2017 roku.
W 2017, po opublikowaniu artykułu Ronana Farrowa w magazynie „The New Yorker” oraz w następstwie kolejnych publikacji medialnych, został oskarżony o molestowanie seksualne, w wyniku czego został zwolniony z The Weinstein Company. Został także oskarżony w mediach o wyjątkowo drastyczny mobbing w miejscu pracy.
Filmy wyprodukowane przez Harveya Weinsteina i jego studia nominowano do Oscara ponad 300 razy, a nagrodzono ponad 80 razy.

### Zarzuty i aresztowanie
25 maja 2018 r. został oskarżony przez nowojorską policję o „gwałt, przestępstwo na tle seksualnym, wykorzystywanie seksualne i molestowanie seksualne w związku z incydentami względem dwóch kobiet”. Tego dnia został aresztowany po poddaniu się policji.
Weinstein został zwolniony z aresztu po tym, jak w jego imieniu wpłacono 1 milion dolarów kaucji. Oddał paszport i musiał nosić na kostce opaskę z czujnikiem elektronicznym, ograniczono mu możliwości podróżowania do regionu Nowego Jorku i Connecticut. Jego adwokat Benjamin Brafman zapowiedział, że H.Weinstein nie przyzna się do winy.
24 stycznia 2020 r. usłyszał wyrok wymuszenia aktu seksualnego na swojej asystentce Mimi Haley i zgwałcenia aktorki Jessiki Mann, 11 marca 2020 r. został prawomocnie skazany na 23 lata więzienia. Po ogłoszeniu wyroku został przetransportowany do Zakładu Karnego Wende w Alden w stanie Nowy Jork.
W 2024 roku uniewinniony od jednego zarzutu. Wyznaczony ponowny proces w tej sprawie.

## Filmografia
Producent
- 1981: Podpalenie (The Burning)
- 1988: Gandahar
- 1995: Czas przemian (Restoration)
- 1998: Zakochany Szekspir
- 2000: Malena
- 2002: Gangi Nowego Jorku
- 2003: Pan i władca: Na krańcu świata
- 2009: Dziewięć
- 2011: Mój tydzień z Marilyn

## Odznaczenia
- Komandor Orderu Imperium Brytyjskiego (Wielka Brytania, 2004, odebrany w 2020)[20]
- Kawaler Legii Honorowej (Francja, 2012, odebrana w 2017)[21][22]

## Nagrody
| Rok  | Nagroda                                                               | Kategoria                         | Inni laureaci                 |
| ---- | --------------------------------------------------------------------- | --------------------------------- | ----------------------------- |
| 1996 | Britannia Awards (Brytyjska Akademia Sztuk Filmowych i Telewizyjnych) | Najlepszy film                    | Bob Weinstein                 |
| 1997 | Gotham Awards                                                         | Najlepsi producenci               | Bob Weinstein i James Schamus |
| 1998 | GLAAD Media Awards                                                    | GLAAD Media Award                 | Bob Weinstein                 |
| 2001 | British Independent Film Awards (BIFA)                                | Nagroda specjalna Jury            | Bob Weinstein                 |
| 2002 | Brytyjski Instytut Filmowy                                            | British Film Institute Fellowship | –                             |
| 2003 | Saturn                                                                | Nagroda specjalna                 | Bob Weinstein                 |
| 2003 | DVD Exclusive Awards                                                  | Nagroda dla producentów           | Bob Weinstein                 |
| 2013 | Producers Guild of America Award                                      | Milestone Award                   | Bob Weinstein                 |